# Rise of Nations: Thrones and Patriots
 Rise of Nations: Thrones and Patriots est une extension du jeu vidéo de stratégie en temps réel (STR) Rise of Nations développé par  Big Huge Games, publié sur PC en avril 2004,.
Thrones and Patriots ajoute six nouvelles nations au jeu original, les Américains, les Hollandais, les Indiens, les Iroquois, les Lakotas et les Perses, ainsi que 20 nouvelles unités et trois nouvelles merveilles, les Jardins suspendus, la Cité interdite et le Fort rouge. Le jeu intègre également un nouveau système de gouvernement permettant au joueur de choisir l’orientation politique de sa nation, entre despotisme ou république, monarchie ou démocratie, puis communisme ou capitalisme, chaque système politique ayant ses avantages. Quatre nouvelles campagnes font également leur apparition, chacune basé sur des évènements historiques comme les conquêtes d’Alexandre le Grand ou de Napoléon, la conquête du Nouveau Monde ou la guerre froide.
Thrones and Patriots fut bien reçu par les critiques qui mettent notamment en avant la qualité narrative des nouvelles campagnes, et l’introduction de nouvelles nations et unités qui s’intègrent parfaitement au jeu original,. La plupart des critiques s’accordent ainsi pour dire que c’est une très bonne extension pour un très bon jeu,.

## Accueil
| Rise of Nations: Thrones and Patriots |      |       |
| Média                                 | Pays | Notes |
| Canard PC                             | FR   | 8/10  |
| Computer Gaming World                 | US   | 4/5   |
| GameSpot                              | US   | 90 %  |
| Jeuxvideo.com                         | FR   | 15/20 |
| Joystick                              | FR   | 6/10  |
| PC Gamer UK                           | GB   | 88 %  |